# Junge Aktie
Junge Aktie (oder neue Aktie; englisch primary shares) sind im Aktienmarkt jene Aktien, die im Rahmen einer Kapitalerhöhung von einer Aktiengesellschaft ausgegeben werden.

## Allgemeines
Der Begriff „junge Aktien“ soll diese von „alten Aktien“ unterscheiden helfen, die sich bereits vor der Kapitalerhöhung von derselben Aktiengesellschaft im Umlauf befunden haben. Die jungen Aktien werden zu „alten Aktien“, wenn sie diesen in allen Rechten, z. B. volle Dividendenberechtigung, gleichgestellt sind. So werden bei einer weiteren Kapitalerhöhung ebenfalls nur wieder die durch diese Transaktion zusätzlich ausgegebenen Aktien als „junge Aktien“ bezeichnet.

## Geschichte
Früher wurden alte und junge Aktien quasi als eigene Aktiengattung bzw. selbstständige Handelsobjekte manchmal nebeneinander an der Börse notiert, jedoch in fast allen Börsenberichten zusammengefasst. Trotzdem konnten so früher unter anderem signifikant unterschiedliche Kursentwicklungen zwischen den alten und jungen Aktien festgestellt werden. Diese Unterschiede lagen insbesondere in unterschiedlicher Ausstattung der alten und neuen Aktien bzgl. des Stimmrechts sowie in unterschiedlicher Marktliquidität begründet. Heute tragen Kurspflege und/oder die Arbitrage zur Nivellierung der Kursunterschiede bei.

## Rechtsfragen
Das BörsG vermeidet den Börsenausdruck „junge Aktien“. Vielmehr ist der Emittent zugelassener Aktien nach § 40 Abs. 1 BörsG verpflichtet, für „später ausgegebene Aktien“ derselben Gattung die Zulassung zum Regulierten Markt zu beantragen. Da diese Beantragung der Zulassung spätestens ein Jahr nach der Ausgabe erfolgt sein muss, ist beim Börsengang durchaus auch eine Platzierung nicht zugelassener Aktien möglich (§ 69 Börsenzulassungs-Verordnung).
Um Altaktionären zu ermöglichen, weiterhin im selben prozentualen Verhältnis wie bisher am Grundkapital beteiligt zu bleiben, kann ihnen – im Verhältnis des Anteils am bisherigen Grundkapital, bei einer Bezugsrechtsemission – ein Bezugsrecht zum Erwerb junger Aktien zum Vorzugspreis eingeräumt werden. Dieses gesetzliche Bezugsrecht ist in § 186 Abs. 1 AktG verankert, wonach jedem Aktionär auf sein Verlangen ein seinem Anteil an dem bisherigen Grundkapital entsprechender Teil der „neuen Aktien“ zugeteilt werden muss. Für die Ausübung des Bezugsrechts ist eine Frist von mindestens zwei Wochen vorzusehen. Dabei ist das Bezugsrecht mit den „alten Aktien“ verbunden, das durch einen bestimmten Dividendenschein ausgeübt wird. Bezugstag ist jener Tag, an dem während der Bezugsfrist das Bezugsrecht ausgeübt wird.
Bezugskurs ist der Börsenkurs, zu dem junge Aktien durch den Aktionär erwerben werden können. Er liegt in der Regel unter dem Börsenkurs der alten Aktien, muss jedoch wegen des Verbots der Unterpariemission mindestens dem Nennwert entsprechen. Ein solches Bezugsrecht können die Aktionäre selbst ausüben oder auch an Dritte über die Wertpapierbörse verkaufen. Sobald die jungen Aktien den alten hinsichtlich der Aktionärsrechte (Dividende usw.) gleichstehen, entfällt die Bezeichnung „junge Aktien“ und die gesonderte Kursnotierung im Börsenhandel.